# Costoma basirosella
Costoma basirosella är en fjärilsart som beskrevs av August Busck 1914. Costoma basirosella ingår i släktet Costoma och familjen plattmalar. Inga underarter finns listade i Catalogue of Life.